# Rubén Martínez Núñez
Rubén Ignacio Martínez Núñez (Santiago, 27 de noviembre de 1964) es un exjugador chileno y actual entrenador de fútbol en el club Constitución Unido. Jugó como delantero y desarrolló su carrera en Chile y México. Entre sus principales logros se cuentan ser goleador del campeonato nacional de Chile en tres ocasiones consecutivas, además de la obtención de la Copa Libertadores en 1991 con Colo-Colo.

## Trayectoria

### Como jugador
Tras comenzar a jugar fútbol en una escuela de fútbol del Banco Estado ubicada en El Llano a los 7 años de edad. A los 16 años, inició su carrera en la tercera división chilena en el club Campos de Batalla de Maipú en el año 1980. De ahí saltó al fútbol profesional arribando a la ciudad de El Salvador para integrarse a Cobresal con apenas 16 años. En 1984, debuta en primera división, logrando con Cobresal el subcampeonato nacional.
En 1987 Martínez compartiendo delantera con Sergio Salgado e Iván Zamorano consigue para Cobresal el Torneo de Apertura además de la clasificación para Copa Libertadores. En 1989 se consagra como goleador del campeonato nacional.
El 27 de febrero de 1990, el delantero es adquirido por Colo-Colo, club del cual fue hincha desde pequeño, por la suma de 330 000 dólares, incorporándose a las prácticas el 5 de marzo del mismo año. En su primera temporada con los “albos“, vuelve a ser goleador del campeonato, además de obtener el Torneo de Apertura y el campeonato nacional. En 1991 se consagra como trigoleador nacional (uno de los 3 únicos jugadores que lo ha logrado), obteniendo también el campeonato nacional y la Copa Libertadores de América, donde destacaron los 2 goles que le convirtió a Boca Juniors en semifinales. En 1992 obtuvo la Recopa Sudamericana y la Copa Interamericana con el cuadro popular, siendo estos sus últimos títulos con el cuadro colocolino, antes de ser traspasado al fútbol mexicano, donde vistió las camisetas de Santos Laguna y luego la del Tampico Madero.
Vuelve a Chile en 1995 recalando en Unión Española, teniendo pasos por Provincial Osorno y Deportes La Serena, para retirarse a comienzos del año 2000 jugando por Cobresal.

### Como entrenador
Como técnico del equipo de Independiente de Cauquenes, demostró un excelente trabajo, logrando plasmar su sello futbolístico, el cual lo ha llevado a ser campeón de los torneos de Tercera B y Tercera A, ascendiendo al fútbol profesional con Independiente de Cauquenes, club al que deja en mayo de 2016, para volver a la región de Atacama, donde fue goleador como jugador activo en Cobresal, para dirigir al otro club ascendido al profesionalismo, Deportes Vallenar. En 2018, Martínez vuelve a ponerse el buzo de entrenador, pero esta vez en Deportes Linares.

## Selección nacional
Por la selección nacional debutó el 9 de diciembre de 1987 frente a Brasil. Fue internacional en solo 12 oportunidades consiguiendo 2 goles. Su último partido fue frente a Brasil el 28 de noviembre de 1990.

### Partidos internacionales
| Partidos internacionales | Partidos internacionales | Partidos internacionales                                         | Partidos internacionales | Partidos internacionales | Partidos internacionales | Partidos internacionales | Partidos internacionales | Partidos internacionales | Partidos internacionales   |
| N.º                      | Fecha                    | Estadio                                                          | Local                    | Resultado                | Visitante                | Goles                    | Asistencias              | DT                       | Competición                |
| ------------------------ | ------------------------ | ---------------------------------------------------------------- | ------------------------ | ------------------------ | ------------------------ | ------------------------ | ------------------------ | ------------------------ | -------------------------- |
| 1                        | 9 de diciembre de 1987   | Estadio Municipal Parque do Sabiá, Uberlândia, Brasil            | Brasil                   | 2-1                      | Chile                    | Anotado                  |                          | Manuel Rodríguez Araneda | Amistoso                   |
| 2                        | 13 de septiembre de 1988 | Estadio La Portada, La Serena, Chile                             | Chile                    | 3-1                      | Ecuador                  |                          |                          | Orlando Aravena          | Amistoso                   |
| 3                        | 27 de septiembre de 1988 | Estadio Defensores del Chaco, Asunción, Paraguay                 | Paraguay                 | 2-0                      | Chile                    |                          |                          | Orlando Aravena          | Copa Boquerón              |
| 4                        | 29 de septiembre de 1988 | Estadio Defensores del Chaco, Asunción, Paraguay                 | Ecuador                  | 0-0 4-3 pen.             | Chile                    |                          |                          | Orlando Aravena          | Copa Boquerón              |
| 5                        | 29 de enero de 1989      | Estadio Modelo, Guayaquil, Ecuador                               | Ecuador                  | 1-0                      | Chile                    |                          |                          | Orlando Aravena          | Amistoso                   |
| 6                        | 1 de febrero de 1989     | Estadio Centenario, Armenia, Colombia                            | Perú                     | 0-0                      | Chile                    |                          |                          | Orlando Aravena          | Copa Centenario de Armenia |
| 7                        | 5 de febrero de 1989     | Estadio Centenario, Armenia, Colombia                            | Colombia                 | 1-0                      | Chile                    |                          |                          | Orlando Aravena          | Copa Centenario de Armenia |
| 8                        | 5 de mayo de 1989        | Los Angeles Memorial Coliseum, Los Ángeles, Estados Unidos       | Chile                    | 1-0                      | Guatemala                | Anotado                  |                          | Orlando Aravena          | Four Nations Tournament    |
| 9                        | 7 de mayo de 1989        | Los Angeles Memorial Coliseum, Los Ángeles, Estados Unidos       | Chile                    | 1-0                      | El Salvador              |                          |                          | Orlando Aravena          | Four Nations Tournament    |
| 10                       | 3 de junio de 1989       | Estadio Internacional de El Cairo, El Cairo, Egipto              | Egipto                   | 2-0                      | Chile                    |                          |                          | Orlando Aravena          | Amistoso                   |
| 11                       | 17 de octubre de 1990    | Estadio Nacional, Santiago, Chile                                | Chile                    | 0-0                      | Brasil                   |                          |                          | Arturo Salah             | Copa Expedito Teixeira     |
| 12                       | 8 de noviembre de 1990   | Estadio Estadual Jornalista Edgar Augusto Proença, Belém, Brasil | Brasil                   | 0-0                      | Chile                    |                          |                          | Arturo Salah             | Copa Expedito Teixeira     |
| Total                    | Total                    | Total                                                            | Presencias               | 12                       | Goles                    | 2                        |                          |                          |                            |

| Selección chilena | Selección chilena | Selección chilena |
| Año               | Partidos          | Goles             |
| ----------------- | ----------------- | ----------------- |
| 1987              | 1                 | 1                 |
| 1988              | 4                 | 0                 |
| 1989              | 5                 | 1                 |
| 1990              | 2                 | 0                 |
| Total             | 12                | 2                 |

## Estadísticas

### Como jugador
| Club                       | Temporada           | Liga  | Liga  | Copas nacionales | Copas nacionales | Torneos internacionales | Torneos internacionales | Total | Total | Media Goleadora |
| Club                       | Temporada           | Part. | Goles | Part.            | Goles            | Part.                   | Goles                   | Part. | Goles | Media Goleadora |
| -------------------------- | ------------------- | ----- | ----- | ---------------- | ---------------- | ----------------------- | ----------------------- | ----- | ----- | --------------- |
| Cobresal · Chile           | 1984                | 4     | 0     | —                | —                | —                       | —                       | 4     | 0     | 0.00            |
| Cobresal · Chile           | 1985                | 35    | 14    | 5                | 0                | —                       | —                       | 40    | 14    | 0.35            |
| Cobresal · Chile           | 1986                | 30    | 12    | 13               | 4                | 6                       | 0                       | 49    | 16    | 0.33            |
| Cobresal · Chile           | 1987                | 32    | 7     | 13               | 3                | —                       | —                       | 45    | 10    | 0.22            |
| Cobresal · Chile           | 1988                | 28    | 13    | 15               | 6                | —                       | —                       | 43    | 19    | 0.44            |
| Cobresal · Chile           | 1989                | 29    | 25    | 9                | 5                | —                       | —                       | 38    | 30    | 0.79            |
| Colo-Colo · Chile          | 1990                | 28    | 22    | 13               | 5                | 7                       | 2                       | 48    | 29    | 0.6             |
| Colo-Colo · Chile          | 1991                | 28    | 23    | 6                | 1                | 13                      | 3                       | 47    | 27    | 0.57            |
| Colo-Colo · Chile          | 1992                | 22    | 6     | 6                | 1                | 1                       | 0                       | 29    | 7     | 0.24            |
| Colo-Colo · Chile          | 1993                | —     | —     | 9                | 4                | —                       | —                       | 9     | 4     | 0.44            |
| Colo-Colo · Chile          | Total               | 78    | 51    | 34               | 11               | 21                      | 5                       | 133   | 67    | 0.5             |
| Santos Laguna · México     | 1993-94             | 41    | 13    | —                | —                | —                       | —                       | 41    | 13    | 0.32            |
| Santos Laguna · México     | Total               | 41    | 13    | 0                | 0                | 0                       | 0                       | 41    | 13    | 0.32            |
| Tampico Madero · México    | 1994-95             | 35    | 4     | —                | —                | —                       | —                       | 35    | 4     | 0.11            |
| Tampico Madero · México    | Total               | 35    | 4     | 0                | 0                | 0                       | 0                       | 35    | 4     | 0.11            |
| Unión Española · Chile     | 1995                | 17    | 6     | —                | —                | —                       | —                       | 17    | 6     | 0.35            |
| Unión Española · Chile     | Total               | 17    | 6     | 0                | 0                | 0                       | 0                       | 17    | 6     | 0.35            |
| Provincial Osorno · Chile  | 1996                | —     | —     | 5                | 0                | —                       | —                       | 5     | 0     | 0.00            |
| Provincial Osorno · Chile  | Total               | 0     | 0     | 5                | 0                | 0                       | 0                       | 5     | 0     | 0.00            |
| Deportes La Serena · Chile | 1996                | 15    | 7     | —                | —                | —                       | —                       | 15    | 7     | 0.47            |
| Deportes La Serena · Chile | 1997                | 18    | 5     | —                | —                | —                       | —                       | 18    | 5     | 0.28            |
| Deportes La Serena · Chile | Total               | 33    | 12    | 0                | 0                | 0                       | 0                       | 33    | 12    | 0.36            |
| Cobresal · Chile           | 1998                | 25    | 10    | —                | —                | —                       | —                       | 25    | 10    | 0.4             |
| Cobresal · Chile           | 1999                | 39    | 13    | —                | —                | —                       | —                       | 39    | 13    | 0.33            |
| Cobresal · Chile           | 2000                | 2     | 1     | —                | —                | —                       | —                       | 2     | 1     | 0.5             |
| Cobresal · Chile           | Total               | 224   | 95    | 55               | 18               | 6                       | 0                       | 285   | 113   | 0.4             |
| Total en su carrera        | Total en su carrera | 428   | 181   | 94               | 29               | 27                      | 5                       | 549   | 215   | 0.39            |
| 1. 2. 3.                   |                     |       |       |                  |                  |                         |                         |       |       |                 |

### Como entrenador
| Club               | País  | Año       | PJ  | PG | PE | PP | Rendimiento |
| ------------------ | ----- | --------- | --- | -- | -- | -- | ----------- |
| Independiente      | Chile | 2013-2015 | 86  | 48 | 15 | 23 | 61.62%      |
| Deportes Vallenar  | Chile | 2016      | 0   | 0  | 0  | 0  | 0%          |
| Independiente      | Chile | 2016-2017 | 29  | 10 | 6  | 13 | 41.38%      |
| Deportes Linares   | Chile | 2018      | 15  | 9  | 2  | 4  | 64.44%      |
| Constitución Unido | Chile | 2023-act. | 55  | 27 | 13 | 15 | 56.97%      |
| Total              | Total | Total     | 185 | 94 | 36 | 58 | 57.3%       |

## Palmarés

### Como jugador

#### Campeonatos nacionales
| Título           | Club               | País  | Año  |
| ---------------- | ------------------ | ----- | ---- |
| Copa Chile       | Cobresal           | Chile | 1987 |
| Copa Chile       | Colo-Colo          | Chile | 1990 |
| Primera División | Colo-Colo          | Chile | 1990 |
| Primera División | Colo-Colo          | Chile | 1991 |
| Primera B        | Deportes La Serena | Chile | 1996 |
| Primera B        | Cobresal           | Chile | 1998 |

#### Campeonatos internacionales
| Título              | Club      | País  | Año  |
| ------------------- | --------- | ----- | ---- |
| Copa Libertadores   | Colo-Colo | Chile | 1991 |
| Recopa Sudamericana | Colo-Colo | Chile | 1992 |
| Copa Interamericana | Colo-Colo | Chile | 1992 |

#### Distinciones individuales
| Distinción                                                 | Año  |
| ---------------------------------------------------------- | ---- |
| Máximo Goleador de la Primera División de Chile (25 goles) | 1989 |
| Máximo Goleador de la Primera División de Chile (22 goles) | 1990 |
| Máximo Goleador de la Primera División de Chile (23 goles) | 1991 |

### Como Entrenador

#### Campeonatos nacionales
| Título             | Club          | País  | Año    |
| ------------------ | ------------- | ----- | ------ |
| Tercera División B | Independiente | Chile | 2013-T |
| Tercera División A | Independiente | Chile | 2015   |